# 2010 год в науке
2010 год в СНГ был объявлен Годом науки и инноваций. Также 2010 год был объявлен Организацией Объединённых Наций Международным годом биоразнообразия.

## События
- 1 февраля — решением 44-го президента США Барака Обамы закрыта американская программа «Созвездие» (англ. Constellation), конечной целью которой было создание обитаемой базы на Луне и пилотируемая экспедиция на Марс[3].
- 10 февраля — президент Боливии Эво Моралес подписал приказ о создании Боливийского космического агентства[4].
- 19 февраля — ИЮПАК официально утвердил название 112-го химического элемента[5][6]. Учёные GSI предложили для 112-го элемента название «коперниций» (лат. Copernicium, Cn) в честь Николая Коперника.
- 20 апреля — в Мексике появилось собственное космическое агентство AEXA (исп. Agencia Espacial Mexicana)[7].
- 22 июля — в Париже начала свою работу крупнейшая конференция по физике элементарных частиц ICHEP-2010[8].
- 1 ноября — в Москве начал свою работу международный форум по нанотехнологиям[9].

## Достижения человечества

### Январь
- 4 января — орбитальный телескоп «Кеплер» открыл свои первые пять экзопланет: Kepler-4 b, Kepler-5 b, Kepler-6 b, Kepler-7 b, Kepler-8 b[10].
- 5 января
  - Орбитальный телескоп «Хаббл» обнаружил самые удалённые от Земли галактики[11].
  - В проекте распределенных вычислений PrimeGrid открыта арифметическая прогрессия из 25 простых чисел 24715375237181843+19071018×23#×n, {\displaystyle 0\leq n\leq 24}[12].
- 7 января — зарегистрирована сверхновая (Y-155), производящая антивещество — второй подобный объект, известный науке[13].
- 13 января — впервые удалось непосредственно зарегистрировать спектр экзопланеты (HR 8799 c)[14].
- 15 января — в проекте распределенных вычислений PrimeGrid открыта арифметическая прогрессия из 25 простых чисел 46428033558097831+12893265×23#×n, {\displaystyle 0\leq n\leq 24}[15].
- 17 января — физикам удалось получить световые поля, в которых имеются «узлы темноты» — специфические свойства волнового поля, изучаемые сингулярной оптикой[16].
- 29 января — палеонтологам удалось определить цвет протоперьев у динозавров[17].
- 29 января — с помощью орбитального телескопа «Спитцер» был обнаружен самый холодный коричневый карлик (SDSS1416+13B), известный на данный момент науке[18].

### Февраль

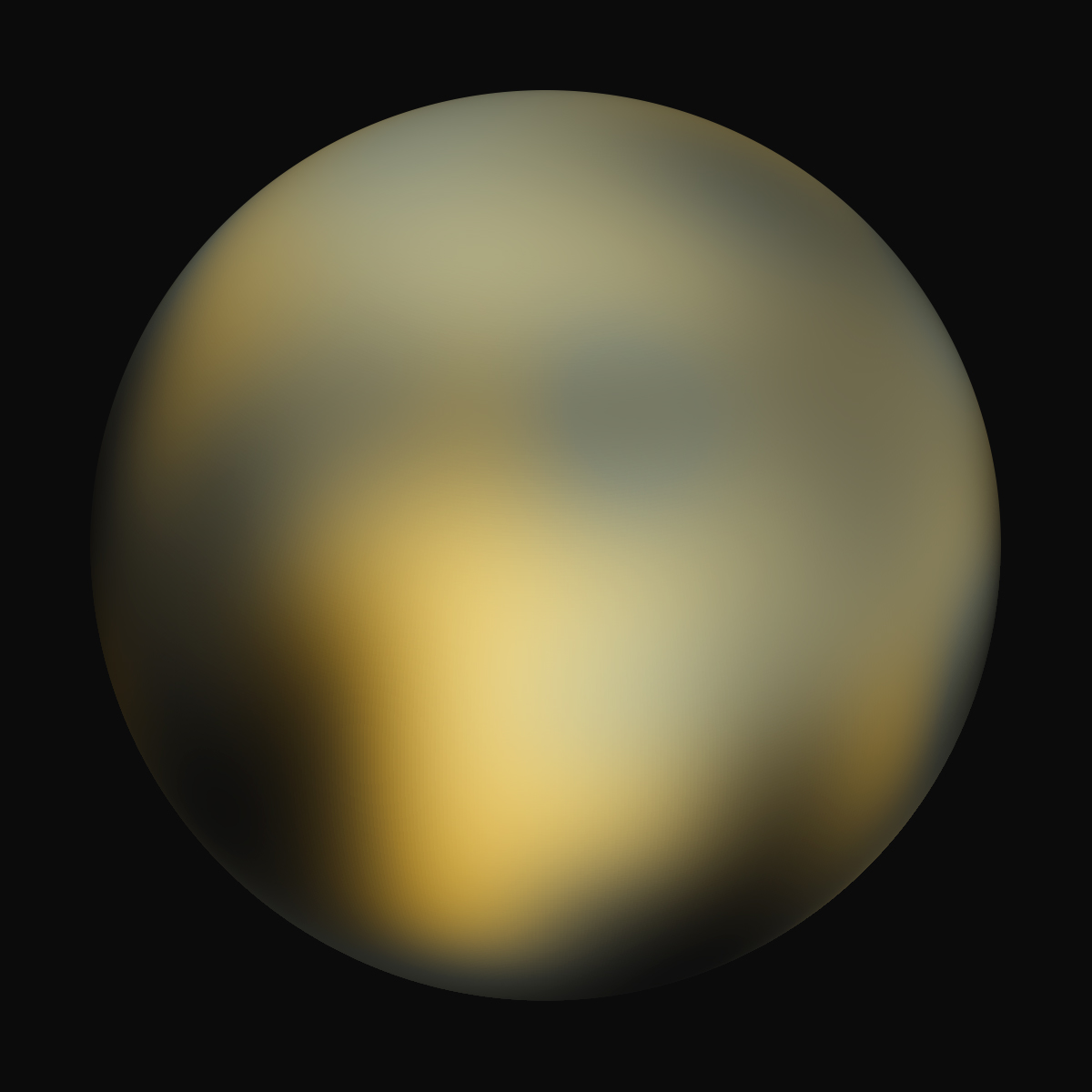
Поверхность Плутона, заснятая космическим телескопом «Хаббл»

- 2 февраля — в проекте распределенных вычислений PrimeGrid открыта арифметическая прогрессия из 25 простых чисел 49644063847333931+7851809×23#×n, {\displaystyle 0\leq n\leq 24}[19].
- 3 февраля — иранская ракета-носитель «Кавошгар-3» успешно вывела на орбиту биокапсулу с живыми организмами[20].
- 4 февраля — с помощью космического телескопа «Хаббл» астрономам удалось запечатлеть динамику изменения поверхности Плутона[21].
- 8 февраля
  - Старт шаттла Индевор «STS-130», который доставил на МКС модуль «Купол»[22].
  - Компания IBM представила микропроцессор POWER7[23].
- 10 февраля — учёные впервые реконструировали геном древнего человека, жившего в Гренландии около 4 тысяч лет назад[24].
- 10 февраля — израильским археологам удалось обнаружить древнюю главную улицу Иерусалима[25].
- 10 февраля — запуск обсерватории SDO, предназначенной для изучения Солнца[26].
- 11 февраля — впервые точно измерена масса ядер трансуранового элемента (изотопов нобелия 252No—254No)[27][28].
- 11 февраля — крупная археологическая находка: исследователи, работающие в храме Байон в Ангкор-Тхоме (Камбоджа), обнаружили древнюю дренажную систему[29].
- 17 февраля — расшифрован геном бушменов, самой древней наследственной линии современного человека[30].
- 24 февраля — в проекте распределенных вычислений PrimeGrid открыта арифметическая прогрессия из 25 простых чисел 58555890166091939+10416756×23#×n, {\displaystyle 0\leq n\leq 24}[31].
- 25 февраля — в проекте распределенных вычислений PrimeGrid открыта арифметическая прогрессия из 25 простых чисел 42592855872841649+19093314×23#×n, {\displaystyle 0\leq n\leq 24}[32].
- 26 февраля — в городе Габии в 20 километрах к югу от Рима археологи обнаружили дворец, принадлежавший семейству Тарквиния Гордого[33].

### Март
- 1 марта — учёным удалось уточнить постоянную Хаббла, наблюдая за гравитационной линзой B1608+656[34].
- 4 марта — старт метеорологического спутника GOES-P, последнего из серии, запущенной по программе «GOES» (Geostationary Operational Environmental Satellite) по изучению климата на нашей планете[26].
- 10 марта — группа исследователей смогла выделить ДНК из скорлупы яиц гигантских вымерших птиц (Dromornithidae, моа и слоновых птиц) возрастом 19 тысяч лет[35].
- 14 марта
  - Опубликована статья, в которой впервые описывается биологический механизм теплового зрения у змей[36].
  - В проекте распределенных вычислений PrimeGrid открыта арифметическая прогрессия из 25 простых чисел 25300381597038677+28603610×23#×n, {\displaystyle 0\leq n\leq 24}[37].
- 16 марта — учёные из НАСА обнаружили живых существ (бокоплавов и медуз) под 200-метровой толщей антарктического льда[38].
- 17 марта — обнаружены самые старые из известных чёрных дыр, расположенные в квазарах J0005-0006 и J0303-0019[39].
- 30 марта — в Большом адронном коллайдере успешно прошло столкновение пучков протонов на рекордной энергии в 7 тераэлектронвольт[40].

### Апрель
- 2 апреля — в проекте распределенных вычислений PrimeGrid открыта арифметическая прогрессия из 25 простых чисел 18626565939034793+30821486×23#×n, {\displaystyle 0\leq n\leq 24}[41].
- 3 апреля — опубликована теория, объясняющая все взаимодействия через некоммутативную геометрию, предсказания которой совпадают с выводами из Стандартной модели[42].
- 5 апреля — старт шаттла Дискавери «STS-131», который доставил на МКС модуль MPLM[43].
- 7 апреля — физики из США и России впервые синтезировали 117-й элемент в Дубне[44].
- 12 апреля — в проекте распределенных вычислений PrimeGrid открыта арифметическая прогрессия из 26 простых чисел 43142746595714191+23681770×23#×n, {\displaystyle 0\leq n\leq 25}[41].
- 26 апреля — в проекте распределенных вычислений PrimeGrid открыто простое 321-число 3×26090515−1 (1 833 429 цифр)[45].

### Май
- 5 мая — учёные-биологи открыли новые виды живых организмов на острове Калимантан (Борнео) в Малайзии[46].
- 7 мая — опубликован черновой вариант полного генома неандертальца, предоставлены доказательства, что неандертальцы скрещивались с людьми[47].
- 14 мая — старт шаттла Атлантис по программе «STS-132» с модулем «Рассвет» (МИМ-1) на борту[26].
- 20 мая — в институте Крейга Вентера создан первый организм с искусственным геномом[48].
- 21 мая — запуск японской ракеты-носителя, на борту которой находятся спутник с солнечным парусом Ikaros и аппарат для изучения Венеры PLANET-C (Акацуки)[49].
- 31 мая — учёные из Университета Райса (США) разработали технологию получения графена из раствора[50].

### Июнь
- 3 июня — стартовал основной этап проекта «Марс-500» — серия экспериментов по длительной изоляции экипажа в условиях специально созданного наземного экспериментального комплекса[51].
- 4 июня — ракета Falcon 9, созданная частной компанией SpaceX, стартовала с мыса Канаверал и вывела на расчётную орбиту 250-килограммовый макет капсулы Dragon[52].
- 5 июня — после изучения данных с «Кассини» учёные выдвинули предположение о том, что на спутнике Сатурна Титане могут существовать примитивные формы жизни[53].
- 13 июня
  - Японский космический зонд «Хаябуса», несмотря на множество технических неполадок, успешно возвратился на Землю, предположительно, с образцами грунта астероида Итокава[54].
  - В Нидерландах введён в эксплуатацию крупнейший радиотелескоп LOFAR[55].
- 21—23 июня — в китайском городе Харбине прошли первые Олимпийские игры роботов-андроидов[56].
- 30 июня — в акватории Балтийского завода в устье реки Невы в Санкт-Петербурге спущен на воду первый в мире атомный плавучий энергоблок, получивший название «Академик Ломоносов»[57].

### Июль
- 1 июля — в проекте распределенных вычислений PrimeGrid открыто простое число Прота 90527×29162167+1 (2 758 093 цифры)[58].
- 7—8 июля — состоялся первый суточный полёт самолёта на солнечных батареях — швейцарского Solar Impulse[59].
- 8 июля — опубликована статья, в которой объясняется механизм «пропеллеров» в кольцах Сатурна[60].
- 9 июля — опубликованы результаты моделирования звёздного потока Стрельца, полученные в рамках проекта добровольных распределенных вычислений MilkyWay@Home[61].
- 10 июля — европейский зонд «Розетта» прошёл рядом с астероидом Лютеция на минимальном расстоянии 3170 километров[62].
- 15 июля — в США группа учёных впервые создала «биоискусственные» лёгкие (органы, выращенные из стволовых клеток на «каркасе», полученном удалением клеточного материала из «донорских» лёгких)[63].
- 21 июля — британские учёные обнаружили в туманности «Тарантул» самую массивную звезду (R136a1) из известных науке[64].
- 28 июля
  - Корпорация Intel продемонстрировала прототип интегральной системы оптической системы передачи, которая может работать на скорости 50 Гбит/сек[65].
  - Корейские учёные впервые в мире смогли понять и идентифицировать принципы работы механизмов головного мозга, отвечающих за обработку и сохранение информации[66].

### Август
- 5 августа — учёным с помощью Very Large Telescope впервые удалось зафиксировать трёхмерное изображение распределения вещества во внутренних слоях материи, оставшихся после взрыва сверхновой (SN 1987A)[67].
- 6 августа — группа учёных из США, Англии, Бельгии и Франции открыли связь между полярными сияниями на Сатурне и его радиоизлучением[68].
- 10 августа — учёные из Гентского университета заявили, что исследование спинномозговой жидкости человека позволяет заранее выявить предрасположенность к болезни Альцгеймера.
- 11 августа — проект распределённых вычислений Einstein@Home получил первый серьёзный научный результат в виде открытия пульсара редкого типа (PSR J2007+2722)[69].
- 12 августа
  - Получены свидетельства, что каменными орудиями пользовались ещё представители вида Австралопитек афарский (Australopithecus afarensis)[70].
  - Учёным впервые удалось зафиксировать испускание гамма-лучей новой звездой (V407 Лебедя).
  - Астрономы впервые обнаружили троянский астероид (2008 LC18) в так называемой «мёртвой зоне» за орбитой Нептуна[71][72].
  - Объявлено об открытии ранее неизвестного радиопульсара (PSR J2007+2722) в рамках проекта добровольных распределенных вычислений Einstein@Home[73].
- 27 августа — учёными Ливерпульского университета расшифрован геном пшеницы[74].
- 31 августа — румынские палеонтологи описали неизвестный ранее вид динозавров, получивший название Balaur bondoc[75].

### Сентябрь
- Запущен проект добровольных распределенных вычислений EOn, целью которого является моделирование протекания химических реакций и диффузии с использованием метода Монте-Карло[76].
- 3 сентября — в журнале «Cell» опубликовано исследование, в котором приводятся доказательства, что грибовидные тела у беспозвоночных и кора больших полушарий у позвоночных имеют общее эволюционное происхождение[77].
- 14 сентября
  - По заявлению экспертов, в Холмогорах (Архангельская область) обнаружены останки Иоанна VI Антоновича — единственного российского императора, место захоронения которого было неизвестно[78].
  - Физики, анализирующие данные с одного из детекторов Большого адронного коллайдера, представили первые данные о рождении B-мезонов, или «прелестных мезонов»[79].
- 20 сентября — представлены доказательства в защиту гипотезы о формировании марсианского спутника Фобос из материала Красной планеты[80].

### Октябрь
- 1 октября — запуск китайского орбитального лунного зонда «Чанъэ-2»[81].
- 6 октября
  - НАСА объявило о том, что спутник WMAP закончил свою миссию[82].
  - В проекте распределенных вычислений PrimeGrid открыто факториальное простое число 94550!−1 (429 390 цифр)[83].
- 8 октября — «Роскосмос» запустил модернизированный цифровой «Союз ТМА-01М» с космодрома Байконур.
- 21 октября — Астрономы из Франции и Великобритании спектроскопическими методами нашли, что галактика UDFy-38135539 — самый удалённый объект в наблюдаемой нами Вселенной[84].
- 27 октября
  - Учёные объявили об открытии в Мьянме нового вида обезьян, получившего название бирманская курносая обезьяна[85].
  - Объявлено об открытии первых фуллеренов за пределами нашей Галактики[86].
  - Обнаружена самая тяжёлая нейтронная звезда PSR J1614-2230, известная науке на данный момент[87].

### Ноябрь
- 3 ноября — открыт новый вид вымерших доисторических дельфинов Platalearostrum hoekmani[88].
- 4 ноября — в рамках миссии EPOXI космический аппарат «Дип Импакт» пролетел на расстоянии 700 км от кометы 103P/Хартли, передав на Землю фотоснимки её ядра[89].
- 6 ноября — покрытие Эридой звезды в созвездии Кита, наблюдавшееся в Южной Америке и позволившее определить диаметр плутоида с точностью до 20 км[90].
- 7 ноября — в журнале Nature опубликована статья об открытой возможности получать у людей стволовые клетки крови из клеток кожи[91].
- 8 ноября — премьер Госсовета КНР Вэнь Цзябао торжественно открыл снимок части поверхности Залива Радуги на Луне, полученный со спутника «Чанъэ-2»[92].
- 9 ноября — опубликовано открытие в нашей Галактике двух гигантских пузырей, излучающих в гамма-диапазоне, сопоставимых по размеру с самой Галактикой[93].
- 17 ноября — учёные из Европейского центра ядерных исследований сообщили, что впервые с помощью специальных ловушек удалось удержать атомы антивещества в течение относительно долгого времени[94].
- 25 ноября — опубликована статья, в которой сообщается о первом получении Бозе — Эйнштейновский конденсат фотонов[95].

### Декабрь
- 2 декабря — Учёные НАСА объявили об открытии в калифорнийском озере Моно бактерий GFAJ-1, которые, по их предположению, в условиях нехватки фосфора могут замещать его в составе ДНК на мышьяк[96]. В 2012 году эта гипотеза была опровергнута[97][98].
- 8 декабря — успешно проведён второй старт в космос ракеты-носителя Falcon 9 с космическим кораблём Dragon, созданных частной компанией SpaceX[26].
- 15 декабря — в проекте распределенных вычислений PrimeGrid открыто факториальное простое число 103040!−1 (471 794 цифры)[99].
- 18 декабря — завершено строительство нейтринной обсерватории IceCube[100].
- 20 декабря — в проекте распределенных вычислений PrimeGrid открыто праймориальное простое число 392113#+1 (169 966 цифр)[101].
- 22 декабря — объявлено об открытии новой молекулы — тринитрамида — являющейся перспективным кандидатом на роль высокоэффективного ракетного топлива[102].
- 26 декабря — в проекте распределенных вычислений PrimeGrid открыто праймориальное простое число 843301#−1 (365 851 цифра), самое большое известное праймориальное простое число на момент открытия[103].
- 26-31 декабря — в проекте распределенных вычислений PrimeGrid открыты SR5-простые числа (то есть являющиеся одновременно числами Серпинского и числами Ризеля по основанию 5) 53542×5515155−1 (360 083 цифры)[104], 183916×5519597−1 (363 188 цифр)[105], 105782×5551766−1 (385 673 цифры)[106], 151026×5559670−1 (391 198 цифр) и 3938×5558032−1 (390 052 цифры)[107].
- без точной даты — запущен проект добровольных распределенных вычислений sudoku@vtaiwan, целью которого является поиск решений игры судоку с 16 подсказками[108]. Проект завершился в 2013 году, подтвердив, что однозначного решения игры с 16 подсказками не существует.

## Награды

### Нобелевские премии
- Нобелевскую премию по физиологии и медицине получил Роберт Дж. Эдвардс, разработавший технологию экстракорпорального оплодотворения[109].
- Нобелевскую премию по физике получили британские учёные российского происхождения — Константин Новосёлов и Андрей Гейм за работы по созданию графена[110].
- Нобелевскую премию по химии разделили Ричард Хек, Эйити Нэгиси и Акира Судзуки за работы по созданию палладиевого катализатора в органическом синтезе[111].

### Большая золотая медаль имени М. В. Ломоносова
Лауреаты Большой золотой медали имени М. В. Ломоносова:
- Спартак Тимофеевич Беляев — за выдающийся вклад во многие важные направления современной физической науки.
- Герард ’т Хоофт — за выдающийся вклад в теорию калибровочных полей.

### Премия Кавли
Лауреаты премии Кавли, вручённой 3 июня в Осло:
- По астрофизике: Джерри Нельсон[англ.], Рэймонд Уилсон[англ.] и Джеймс Роджер Анджел[англ.] — за достижения в разработке больших телескопов.
- По нанотехнологии: Дональд Эйглер и Надриан Симэн — за пионерские работы в области хирургического контроля отдельных атомов и молекул ДНК.
- По неврологии: Томас Зюдхоф, Ричард Шеллер и Джеймс Ротман — за открытие некоторых ключевых молекул, которые помогают коммуникации нейронов.

### Математика
- Абелевская премия
  - Джон Торренс Тейт — «за огромное и продолжительное влияние, оказанное им на развитие теории чисел», а также «за его новаторские исследования, повлиявшие на современную математику»[113].
- Филдсовская премия[114][115]
  - Элон Линденштраусс (Израиль) — «за его результаты по жесткости относительно мер в эргодической теории и за их применение в теории чисел».
  - Нго Бао Тяу (Вьетнам, Франция) — «за его доказательство Фундаментальной Леммы в теории автоморфных форм новыми алгебро-геометрическими методами».
  - Станислав Смирнов (Россия, Швейцария) — «за доказательство конформной инвариантности двумерной перколяции и модели Изинга в статистической физике».
  - Седрик Виллани (Франция) — «за его доказательства нелинейности затухания Ландау (затухания волн в плазме) и сходимости к равновесию в уравнении Больцмана».

### Информатика
- Премия Кнута — Дэвид Джонсон.
- Премия Тьюринга — Лесли Вэлиант, «за вклад в теорию алгоритмов, включая вероятностно приблизительно корректное обучение, теорию сложности перечисления и алгебраических исчислений, а также теорию параллельных и распределённых вычислений»[116].

### Премия Бальцана
- История театра: Манфред Браунек (ФРГ)
- История Европы, 1400—1700: Карло Гинзбург (Италия)
- Прикладная математика: Жакоб Палис (Бразилия)
- Биология: Синъя Яманака (Япония)

### Международная премия по биологии
- Nancy A. Moran — биология симбиоза.

### Международная научная премия имени Виктора Амбарцумяна
- Мишель Майор, Гарик Исраелян, Нуну Сантос — за их важный вклад в изучение связи между планетными системами и окружающими их звёздами[118].

## Скончались
- 21 марта — Клавдия Павловна Фролова (род. 1923), советский и украинский литературовед и критик, профессор, театральный деятель, актриса, организатор культуры, режиссёр самодеятельного театра[119][120].
- 20 мая — Голебиевски, Тадеуш[пол.] (род. 1923), польский учёный-биотехнолог, профессор[121].
- 20 мая — Уолтер Рудин (89) — американский математик.
- 22 мая — Мартин Гарднер (95) — американский математик, писатель, популяризатор науки.
- 3 июня — Владимир Игоревич Арнольд (72) — советский и российский математик, академик РАН.
- 16 июля — Михаил Михайлович Лаврентьев (77) — российский математик, академик АН СССР и РАН.
- 29 сентября — Жорж Шарпак — французский физик, лауреат Нобелевской премии по физике 1992 года.
- 9 октября — Морис Алле (99) — французский экономист, лауреат Нобелевской премии по экономике 1988 года.
- 9 октября — Захария Ситчин (90) — американский писатель.
- 14 октября — Бенуа Мандельброт — французский и американский математик, создатель фрактальной геометрии[122].